# Kaiser-Wilhelm-II.-Denkmal (Ålesund)

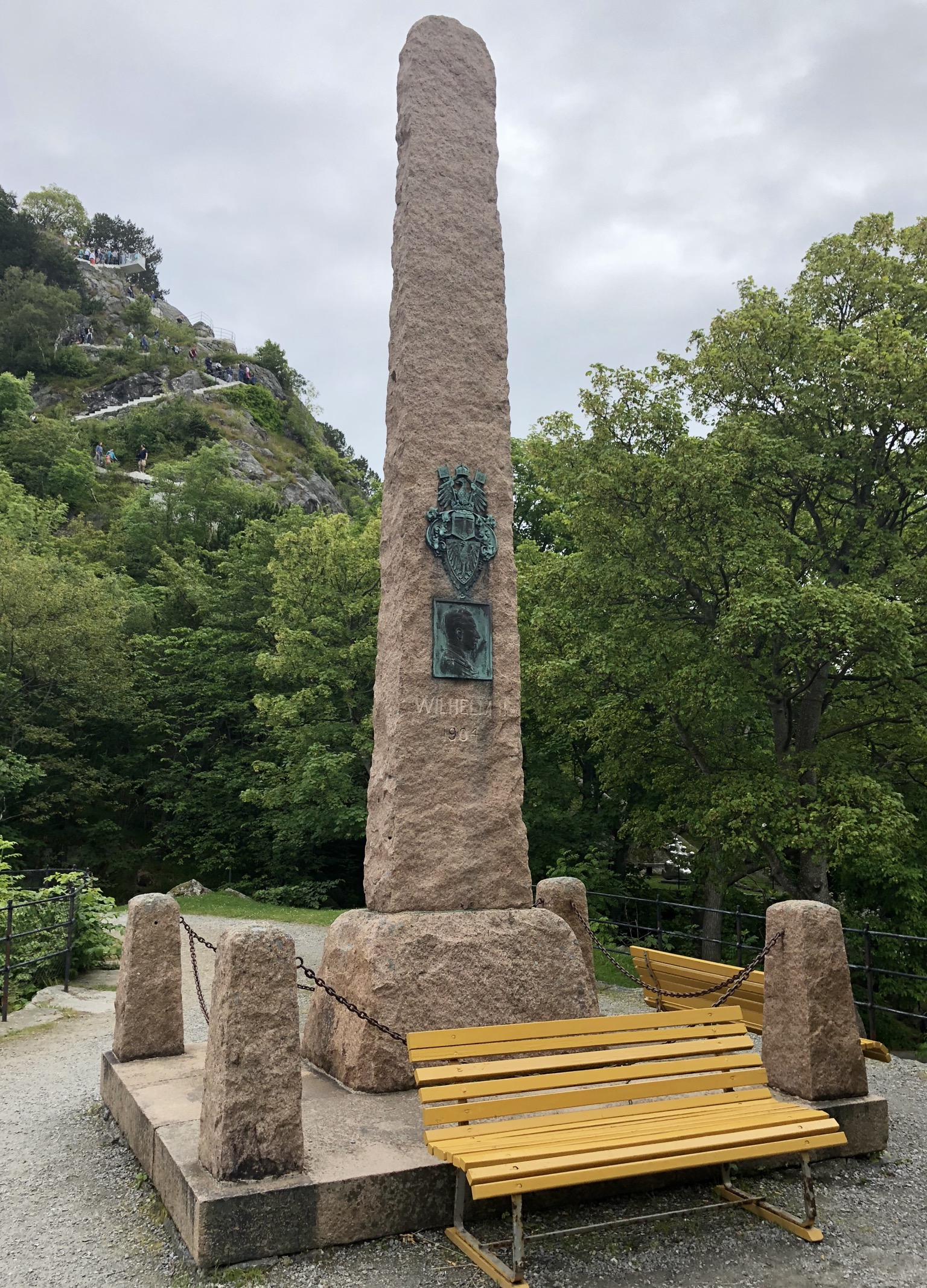
Kaiser-Wilhelm-II.-Denkmal, 2019

Das Kaiser-Wilhelm-II.-Denkmal ist ein Denkmal in der norwegischen Stadt Ålesund.
Das zu Ehren des deutschen Kaisers Wilhelm II. errichtete Denkmal befindet sich im Stadtpark Ålesund unterhalb des Berges Aksla.
Anlass der Denkmalaufstellung war die von Wilhelm II. veranlasste schnelle Hilfe für Ålesund nach dem verheerenden Stadtbrand von Ålesund im Jahr 1904. Das Denkmal wurde von Lars Utne geschaffen und am 5. Juli 1910 feierlich enthüllt. Es wurde als sieben Meter hoher Obelisk erstellt, an dem ein das Profil des Kaisers darstellendes Relief angebracht ist. Als Inschrift findet sich der Text Wilhelm II. 1904. Finanziert wurde das Denkmal von Bürgern der Stadt.